# Conrado Walter
Conrado Walter (Bichishausen, 19 de junho de 1923 – Jacarezinho, 20 de setembro de 2018) foi um religioso teuto-brasileiro, bispo de Jacarezinho de 1991 a 2000.
Dom Conrado Walter nasceu em 19 de junho de 1923, em Bichishausen, Alemanha. Fez seus estudos de filosofia no seminário Palotino e foi para o Brasil, onde concluiu o curso de Teologia. Foi ordenado sacerdote em 2 de dezembro de 1956, em Santa Maria, no Rio Grande do Sul. Foi nomeado bispo pelo Papa Paulo VI em 1 de dezembro de 1977. Foi sagrado bispo no dia 2 de fevereiro de 1978 na Catedral de Cristo Rei em Cornélio Procópio. Dom Conrado Walter chegou à diocese de Jacarezinho em 12 de fevereiro de 1978, onde foi recebido com grande carinho por uma multidão liderada por autoridades eclesiásticas, civis e militares, tomando posse como Bispo Auxiliar.
O Papa João Paulo II o nomeou Administrador Apostólico em 1982. Dois anos depois, foi nomeado bispo coadjutor e, em 10 de agosto de 1991, tornou-se o quinto Bispo Diocesano de Jacarezinho. Dom Conrado dedicou 23 anos à Diocese e tornou-se Bispo Emérito em 5 de julho de 2000. Faleceu em 20 de setembro de 2018, em sua residência na cidade de Jacarezinho - PR.